# Wojciechów (powiat lwówecki)

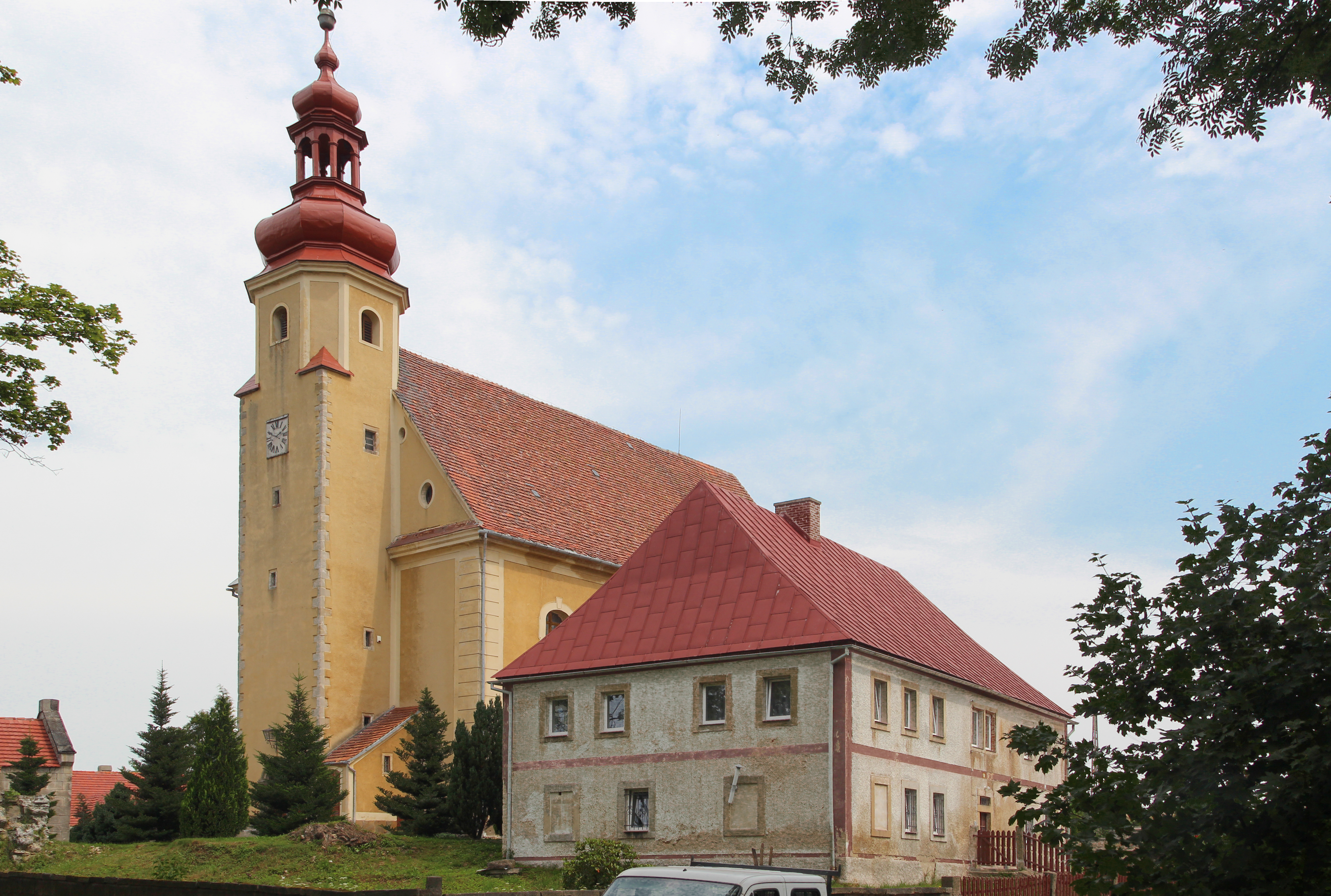
Kościół pw. św. Bartłomieja

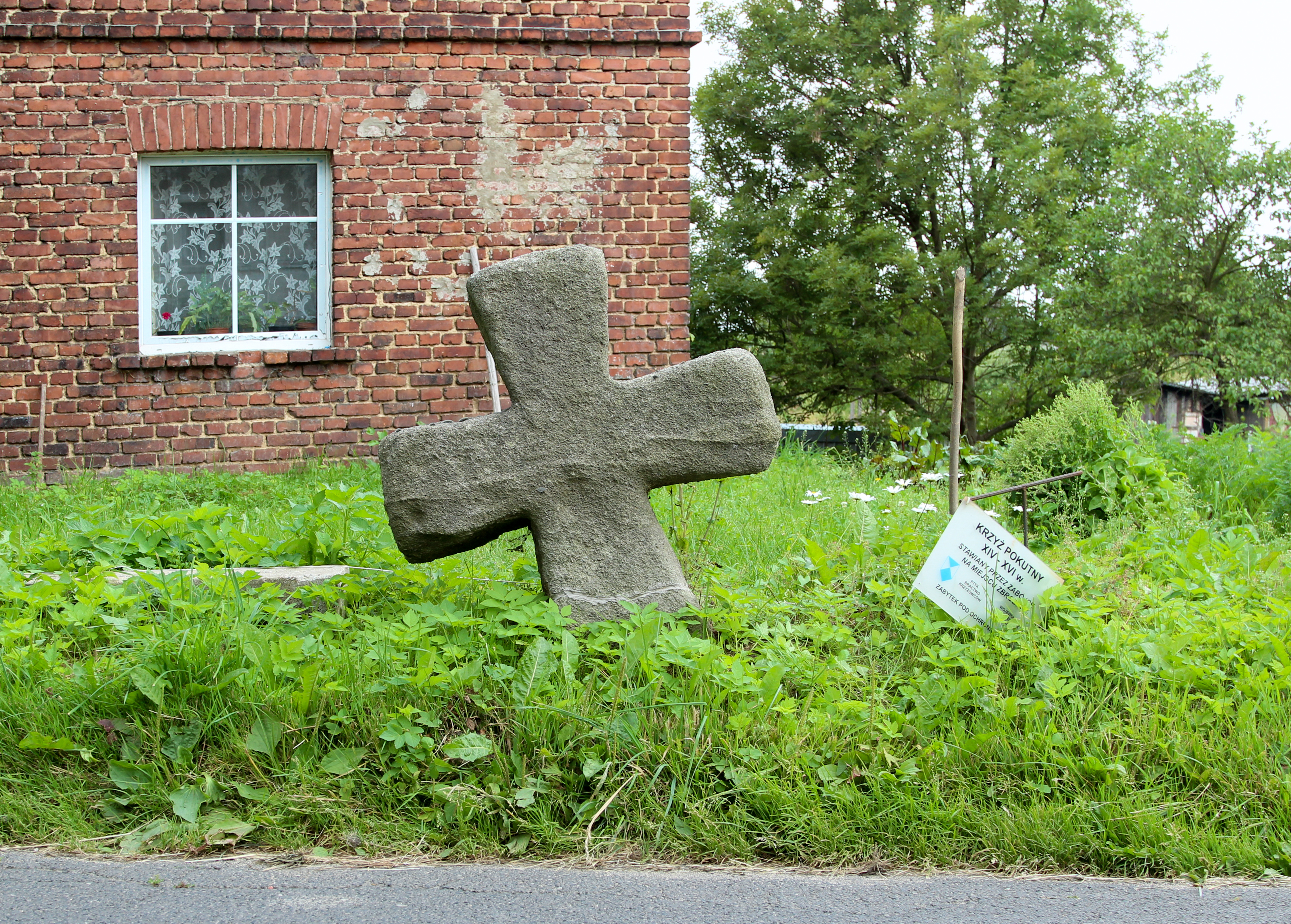
Kamienny krzyż maltański

Wojciechów (do 1945 niem. Ullersdorf-Liebenthal, wcześniej Ullersdorf) – wieś w Polsce położona w województwie dolnośląskim, w powiecie lwóweckim, w gminie Lubomierz.

## Położenie
Wojciechów to duża wieś o średniowiecznym układzie ruralistycznym łańcuchówki (wieś leśno-łanowa) o długości około 2,5 km, leżąca wzdłuż górnego biegu Oldzy, na wysokości około 360–400 m n.p.m. Obiektem górującym nad Wojciechowem jest barokowy kościół parafialny pod wezwaniem św. Bartłomieja, wzniesiony w latach 1786–1789.

## Geologia
We wschodniej części Wojciechowa, na górze Rozwalisko (442 m n.p.m.) znajdował się bazaltowy komin wulkaniczny.

## Podział administracyjny
W latach 1975–1998 miejscowość należała administracyjnie do województwa jeleniogórskiego.

## Historia
Wojciechów powstał najpóźniej w drugiej połowie XIII wieku jako posiadłość rycerska. W 1305 roku wzmiankowano już istniejącą wieś, a w 1399 roku istniał tam kościół. W 1825 roku miejscowość liczyła 243 domy, były w niej: kościół parafialny, szkoła katolicka wraz z nauczycielem, folwark, 2 młyny wodne, wiatrak i cegielnia. W 1840 roku liczba domów wzrosła do 247, poza tym istniały: 2 szkoły, folwark, 2 młyny wodne i 3 gospody. Pracowało tu też: 13 warsztatów bawełnianych, 5 lniarskich, 28 rzemieślników, 28 handlarzy i 301 prządków. Pomimo ładnego położenia wieś nigdy nie odgrywała większej roli w turystyce. W połowie XIX wieku rozpoczął się proces wyludniania związany z upadkiem tkactwa rzemieślniczego. Po 1945 roku Wojciechów pozostał wsią rolniczą, w 1978 roku było tu 146 gospodarstw rolnych, w 1988 roku ich liczba zmalała do 67.

## Przemysł
Na terenie Wojciechowa znajduje się kamieniołom, w którym są eksploatowane złoża bazaltu.

## Zabytki
Do wojewódzkiego rejestru zabytków wpisany jest:
- zbór ewangelicki, obecnie kościół rzymskokatolicki parafialny pw. św. Bartłomieja, z lat 1786–1789[1].

Inne zabytki:
- bardzo liczny zespół starej zabudowy pochodzący z XVIII/XX wieku,
- dwie przydrożne kapliczki pokutne pochodzące z XVII i XVIII wieku,
- maltański krzyż pokutny z piaskowca, położony obok domu nr 75.

## Szlaki turystyczne
Przez Maciejowiec prowadzi szlak turystyczny:
- z Lubomierza do Maciejowca.